# Az RB Leipzig 2009–2010-es szezonja
Az Az RB Leipzig 2009-2010-es szezonjában a Oberliga NOFV-Süd első helyén zárt a csapat. A csapat vezetőedzője a német Tino Vogel volt, míg a csapat legeredményesebb játékosa Jochen Höfler volt.

## Keret

### Kapusok
- Alexander Moritz
- Benjamin Bellot
- Sven Neuhaus

### Védők
- Ingo Hertzsch
- Sebastian Albert
- Nicolas Warz
- Frank Räbsch
- Thomas Kläsener
- Patrick Kunig
- Robert Scannewin

### Középpályások
- Patrick Bick
- Michael Lerchl
- Lars Müller
- Daniel Rosin
- Timo Rost
- Mario Schaaf
- Stefan Schumann
- Christian Streit

### Támadók
- Nico Frommer
- Sebastian Hauck
- Jochen Höfler
- Toni Juraschek
- Robert Klauß
- Ronny Kujat
- Christian Mittenzwei
- Christian Reimann
- Sebastian Wille

## Mérkőzések

### NOFV-Oberliga Süd
- Jena II - RB Leipzig 1–1
- 1–0 Ullmann  5'
- 0–1 Schmidt  88'

- RB Leipzig - FSV Zwickau 4–0
- 1–0 Lerchl  22'
- 2–0 Reimann  26'
- 3–0 Höfler  31' (11-esből)
- 4–0 Jurascheck  85'

- Borea Dresden - RB Leipzig 1–2
- 1–0 Reimann  70'
- 1–1 Dietze  74' (11-esből)
- 1–2 Gleis  85'

- RB Leipzig - Germania Halberstadt 2–1
- 1–0 Höfler  45'
- 1–1 Blankenburg  47'
- 2–1 Bick  71'

- RB Leipzig - Budissa Bautzen 0–1
- 0–1 Völker  73'

- Dynamo Dresden II - RB Leipzig 0–2
- 0–1 Rosin  41'
- 0–2 Höfler  83'

- RB Leipzig - Lokomotive Leipzig 3–0
- 1–0 Höfler  19'
- 2–0 Müller  34'
- 3–0 Bick  75'

- Schott Jena - RB Leipzig 0–1
- 0–1 Bick  45'

- RB Leipzig - Gera 03 2–0
- 1–0 Höfler  4'
- 2–0 Höfler  11'

- VfB Auerbach - RB Leipzig 0–3
- 0–1 Rosin  47'
- 0–2 Reimann  73'
- 0–3 Frommer  85'

- RB Leipzig - VfL Halle 1896 2–0
- 1–0 Bick  72'
- 2–0 Frommer  86'

- VfB Pößneck - RB Leipzig 0–3
- 0–1 Reimann  23'
- 0–2 Höfler  26'
- 0–3 Rosin  88'

- RB Leipzig - Erzgebirge Aue II 3–2
- 0–1 Hiemer  40'
- 1–1 Bick  44'
- 2–1 Reimann  54'
- 2–2 Scannewin  56'
- 3–2 Frommer  74'

- Rot-Weiß Erfurt II - RB Leipzig 2–2
- 0–1 Frommer  21'
- 0–2 Reimann  44'
- 1–2 Beck  52'
- 2–2 Kläsener  59'

- RB Leipzig - Sachsen Leipzig 2–0
- 1–0 Reimann  33'
- 2–0 Frommer  38'

- RB Leipzig - Jena II 3–1
- 0–1 Amrhein  31'
- 1–0 Rost  44'
- 2–0 Kläsener  60'
- 3–0 Müller  86'

- FSV Zwickau - RB Leipzig 0–2
- 0–1 Rosin  33'
- 0–2 Rosin  44'

- RB Leipzig - Borea Dresden 5–0
- 1–0 Hertzsch  2'
- 2–0 Reimann  45'
- 3–0 Frommer  48'
- 4–0 Frommer  58'
- 5–0 Frommer  71'

- Germania Halberstadt - RB Leipzig 0–2
- 0–1 Höfler  60'
- 0–2 Frommer  62'

- Budissa Bautzen - RB Leipzig 0–2
- 0–1 Müller  33'
- 0–2 Höfler  85'

- RB Leipzig - Dynamo Dresden II 2–1
- 1–0 Müller  10'
- 1–1 Schmidt  24'
- 2–1 Kläsener  55'

- Lokomotive Leipzig - RB Leipzig 0–1
- 0–1 Frommer  9'

- RB Leipzig - Schott Jena 4–0
- 1–0 Frommer  33'
- 2–0 Hertzsch  43'
- 3–0 Höfler  62'
- 4–0 Müller  70'

- Gera 03 - RB Leipzig 2–3
- 1–0 Franz  16'
- 1–1 Müller  28' (11-esből)
- 2–1 Moses  70'
- 2–2 Müller  72'
- 2–3 Rost  78'

- RB Leipzig - VfB Auerbach 3–1
- 0–1 Schuch  25'
- 1–1 Höfler  43'
- 2–1 Höfler  67'
- 3–1 Müller  72'

- VfL Halle 1896 - RB Leipzig 0–2
- 0–1 Kläsener  50'
- 0–2 Müller  56'

- RB Leipzig - VfB Pößneck 7–1
- 1–0 Kläsener  27'
- 2–0 Müller  45' (11-esből)
- 3–0 Hauck  56'
- 4–0 Reimann  59'
- 5–0 Reimann  68'
- 6–0 Streit  72'
- 6–1 Staskewitsch  74'
- 7–1 Mittenzwei  77'

- Erzgebirge Aue II - RB Leipzig 0–1
- 0–1 Höfler  55'

- RB Leipzig - Rot-Weiß Erfurt II 4–1
- 1–0 Kläsener  19'
- 1–1 Montabell  45'
- 2–1 Reimann  63'
- 3–1 Höfler  68'
- 4–1 Hauck  73'

- Sachsen Leipzig - RB Leipzig 2–1
- 1–0 Schößler  7'
- 1–1 Albert  39'
- 2–1 Neigenfink  89'

### Tabella
| # | Csapat            | M  | Gy | D | V | Lg | Kg | Gk  | P  | Megjegyzés                |
| - | ----------------- | -- | -- | - | - | -- | -- | --- | -- | ------------------------- |
| 1 | RB Leipzig        | 30 | 26 | 2 | 2 | 74 | 17 | +57 | 80 | 2010-11 Regionalliga Nord |
| 2 | Budissa Bautzen   | 30 | 17 | 7 | 6 | 43 | 22 | +21 | 58 |                           |
| 3 | Jena II           | 30 | 15 | 8 | 7 | 56 | 37 | +19 | 53 |                           |
| 4 | VfB Auerbach      | 30 | 16 | 5 | 9 | 54 | 35 | +19 | 53 |                           |
| 5 | Dynamo Dresden II | 30 | 14 | 8 | 8 | 52 | 36 | +16 | 50 |                           |

Utolsó frissítés: 2010. május 29.
Forrás: 
Rendezési elv: 1. pontszám; 2. gólkülönbség; 3. lőtt gólok.
# = helyezés; M = játszott meccsek száma; Gy = győzelmek; D = döntetlenek; V = vereségek; Lg = lőtt gólok; Kg = kapott gólok; Gk = gólkülönbség; Pont = pontok; (B) = bajnok; (K) = kiesett; (F) = feljutott.

### Góllövőlista
14 gólos
- Jochen Höfler

11 gólos
- Christian Reimann
- Nico Frommer

10 gólos
- Lars Müller

5 gólos
- Daniel Rosin
- Patrick Bick
- Thomas Kläsener

2 gólos
- Timo Rost
- Ingo Hertzsch
- Sebastian Hauck

1 gólos
- Christian Mittenzwei
- Christian Streit
- Toni Jurascheck
- Sebastian Albert
- Michael Lerchl

## Külső hivatkozások
- Kikcker - statisztika
- Weltfussball - keret
- Transfermarkt - Keret